# Grębociny
Grębociny – wieś w Polsce położona w województwie łódzkim, w powiecie bełchatowskim, w gminie Zelów.
W latach 1975–1998 miejscowość administracyjnie należała do województwa piotrkowskiego. 
Przez wieś przebiega Trakt Napoleoński.